# Silene tomentosa
Silene tomentosa là loài thực vật có hoa thuộc họ Cẩm chướng. Loài này được Otth miêu tả khoa học đầu tiên năm 1824.